# Lodovico Barbiano di Belgiojoso
Lodovico Barbiano di Belgiojoso, XVI conte di Belgioioso (Milano, 1º dicembre 1909 – Milano, 10 aprile 2004), è stato un nobile, architetto e designer italiano.

## Biografia
Nato da Alberico di Belgiojoso e da Margherita Confalonieri proveniva da un'antica famiglia dell'aristocrazia lombarda (di cui diventerà il capo nel 1991 come XVI Conte di Belgiojoso). Insieme a Gian Luigi Banfi, Enrico Peressutti e Ernesto Nathan Rogers, con i quali avvertì affinità culturali e strinse legami di solida amicizia. Trascorse, a partire dal 1927, un periodo di formazione presso la scuola diretta da Gaetano Moretti, indirizzata a un insegnamento tradizionalista dell'architettura, con forte influenza di Camillo Boito, ma segnata anche da un agnosticismo tollerante verso l'architettura moderna europea. Il legame tra i quattro fu sancito, in occasione della laurea, dall'annuncio di un impegno comune, che li portò nel 1932 a costituirsi in studio professionale sotto la sigla BBPR.

### L'attività prima della guerra

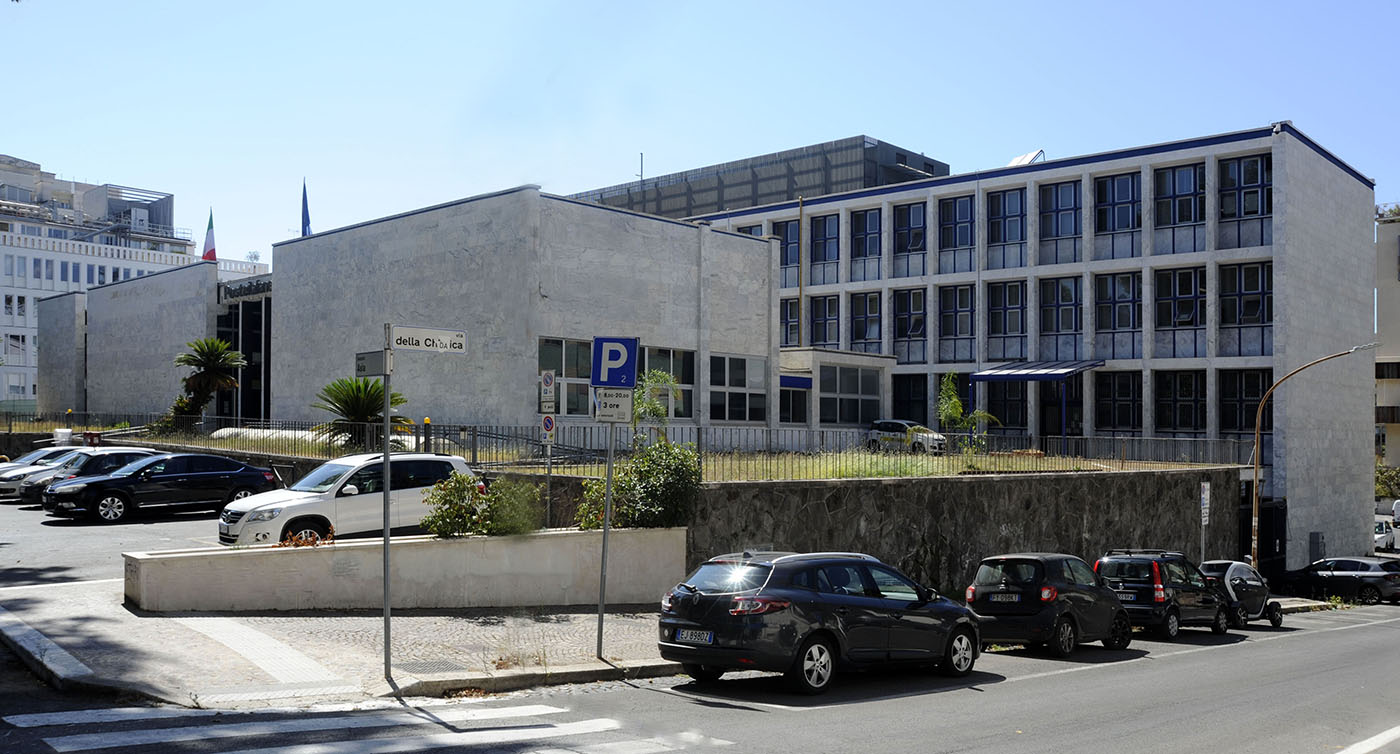
Ufficio Postale EUR Roma

I BBPR intrapresero subito una vasta attività professionale, soprattutto tra il 1933 e il 1936, gli anni che precedettero la guerra, ed ebbero presto fortuna con i progetti per i Littoriali e per la Casa del Sabato per gli sposi, oltre che per alcuni scritti pubblicati sulla rivista Quadrante, di cui divennero redattori; in particolare Belgiojoso fu direttore degli "Atti del sindacato interprovinciale fascista degli architetti".
Nel 1934 si sposò con Carolina Cicogna Mozzoni, dalla quale avrà in seguito quattro figli. Nel 1938 insieme ai colleghi dello studio gli venne commissionata la realizzazione del palazzo delle Poste, Telegrafi e Te.Ti nel costruendo quartiere E42 a Roma.

### La seconda guerra mondiale
Nel 1940 fu chiamato alle armi e venne presto smobilitato.
Come conseguenza di una delazione, a causa della sua adesione al movimento antifascista Giustizia e Libertà, nel 1944-45 fu deportato nel campo di concentramento nazista di Mauthausen, da cui farà ritorno a Milano una volta liberato dalle truppe alleate.
Il racconto del suo internamento nel campo di Gusen a Mauthausen fu pubblicato nel suo libro Notte, Nebbia, racconto di Gusen, Guanda, Milano, 1996 e ripubblicato da Hoepli nel 2009.
I disegni sono stati pubblicati nel catalogo della mostra Dal Lager, disegni di Lodovico Belgiojoso, Edizioni delle Raccolte Storiche del Comune di Milano, 27 gennaio-9 marzo 2008.
Il grande architetto, per sua disposizione, è stato sepolto con il fazzoletto dell’ANED (Associazione Nazionale Ex Deportati Campi Nazisti), caratterizzato dal triangolo rosso, ad memoriam delle vittime dell’olocausto.

## Attività accademica
Nel 1953 conseguì la libera docenza in Architettura degli Interni presso l'Istituto Universitario di Architettura di Venezia.
Nel 1958 divenne membro della Royal Society of Arts di Londra. Nello stesso anno, a Milano, progettò e realizzò, con Peressutti e Rogers, la Torre Velasca.
Nel 1962 diventò presidente della commissione tecnica del Piano Intercomunale Milanese, PIM.
Nel 1963 si trasferì alla Facoltà di Architettura del Politecnico di Milano in cui conseguì la Cattedra di Composizione architettonica e diventò direttore dell'Istituto di Composizione fino al 1967.
Nel 1988 fu membro della American Institute of Architect.

## Premi
Nel 1961 la Torre Velasca fu insignita del premio nazionale per un'opera realizzata, assegnato annualmente dall'IN/ARCH.
Nel 1993 egli ebbe il premio Antonio Feltrinelli dell'Accademia Nazionale dei Lincei e numerosi premi letterari per la pubblicazione di raccolte di poesie (tra cui "Il cervo d'oro" nel 1960 e il Premio "Brianza" nel 1993).